# Gregorius Manteiro

Gregorius Manteiro, né le 12 mars 1924 à Larantuka dans la province des Petites îles de la Sonde orientales et mort le 10 octobre 1997, est un évêque indonésien,  archevêque de Kupang en Indonésie de 1967 et cela jusqu'à son décès en 1997.

## Biographie
Gregorius Manteiro est ordonné prêtre le 24 octobre 1951 pour la Société du Verbe-Divin. Au cours de son ministère de prêtre, il fut essentiellement enseignant notamment au Séminaire (catholique)

### Évêque
Le 13 avril 1967, Paul VI le nomme évêque de Kupang. Il reçoit l'ordination épiscopale le 15 août 1967 suivant des mains de Gabriel Wilhelmus Manek (de). Le 23 octobre 1989, le diocèse de Kupang est élevé en archidiocèse et il en devient le premier archevêque.